# Érzékenység (rádió)
Az érzékenység rádió-, televízió- és egyéb vevőkészülékek jellemző adata, amely megadja, hogy meghatározott kimenő teljesítmény létrehozásához mekkora feszültség szükséges a készülék bemenő kapcsain. Rádiókészülékek esetén ez a bemenő kapocs az antennabemenet.
Egy rádiókészülék érzékenységét a nagyfrekvenciás előerősítő határozza meg. Amatőr- vagy speciális felhasználású rádiókészülékek érzékenysége a felhasználó által szabályozható (RF-gain).

## Nagyfrekvenciás érzékenység
A nagyfrekvenciás érzékenység a készülék teljes erősítését jellemzi. Azt a feszültséget adja meg, amely a készülék bemenetére kerülve a legnagyobb erősítést adó állásban a kimeneten egy meghatározott teljesítményt hoz létre. Minél kisebb az érzékenységi mutató annál távolabbi adók vételére van lehetőség. A kategóriától függően néhány µV-tól néhány száz µV-ig terjed.
A nagyfrekvenciás érzékenység egy fontos paraméter a rádiókészülékekben, erősítőkben és egyéb rádióberendezésekben, mert ez határozza meg, hogy mennyire képes egy készülék gyenge jeleket érzékelni és erősíteni.

## Zajhatárolt érzékenység
A zajhatárolt érzékenység az a bemenetre kerülő legkisebb feszültség, amelynek hatására kimeneten a hasznos jelnek és készülék saját zajának viszonya meghatározott értékű. A különböző hullámsávokon, és különböző üzemmódokban más-más bemeneti jelfeszültség szükséges az előírt jel-zaj viszony teljesüléséhez.
A rádióvevő zajjal határolt érzékenysége az az antenna bemenetre kapcsolandó RF jelszint, amely mellett a hangfrekvenciás kimeneten 26 dB jel/zaj viszony jön létre. (Azaz a jelfeszültség 20-szorosa a zajfeszültségnek.)
Leföldelt (rövidre zárt) antenna bemenetnél a hangszórón a vevőkészülék saját zaját hallhatjuk.
Középhullámon 25-30µV már jó értéknek számít, ultrarövidhullámon 2-5µV számít jó értéknek.
Egy rádiókészülék a saját zajánál kisebb jelet nem érzékel. Az SDR alapú rádiókkal egy bizonyos határig megoldható a zajszint alatti vétel is.